# Qualcuno pagherà
Qualcuno pagherà  è un film italiano del 1988 diretto da Sergio Martino.
È un film commedia a sfondo drammatico ambientato nel mondo del pugilato con Daniel Greene, Giuliano Gemma e Keely Shaye Smith.

## Produzione
Il film, diretto da Sergio Martino su una sceneggiatura di Robert Brodie Booth, Maria Perrone Capano, dello stesso Sergio Martino e di Sauro Scavolini, fu prodotto da Luciano Martino (autore anche del soggetto) per Medusa Distribuzione, National Cinematografica e Nuova Dania Cinematografica.

## Distribuzione
Il film fu distribuito in Italia nel 1988 al cinema.
Alcune delle uscite internazionali sono state:
- in Portogallo (O Combate)
- in Grecia (O antipalos)
- in Germania Ovest (Sein härtester Gegner)
- in Turchia (Son Yumruk)
- negli Stati Uniti (The Opponent)
- in Finlandia (Vastustaja)
- in Italia (Qualcuno pagherà)